# بنجامين وود ريتشاردز
بنجامين وود ريتشاردز (بالإنجليزية: Benjamin Wood Richards)‏ هو سياسي أمريكي، ولد في 1774، وتوفي في 1845.